# Каплан (Луизијана)
Каплан (енгл. Kaplan) град је у америчкој савезној држави Луизијана.

## Демографија
По попису из 2010. године број становника је 4.600, што је 577 (-11,1%) становника мање него 2000. године.
| Група             | 2000.         | 2010.         |
| Белци             | 4.355 (84,1%) | 3.754 (81,6%) |
| Афроамериканци    | 669 (12,9%)   | 639 (13,9%)   |
| Азијати           | 26 (0,5%)     | 42 (0,9%)     |
| Хиспаноамериканци | 62 (1,2%)     | 86 (1,9%)     |
| Укупно            | 5.177         | 4.600         |